# Serita Solomon
Serita Solomon (ur. 1 marca 1990) – brytyjska lekkoatletka specjalizująca się w biegach płotkarskich.
W 2014 bez powodzenia startowała na igrzyskach Wspólnoty Narodów w Glasgow. Brązowa medalistka biegu na 60 metrów przez płotki podczas halowych mistrzostw Europy w Pradze (2015). Rok później była siódma na halowych mistrzostwach świata w Portland. W 2016 zawodniczka wystąpiła w eliminacjach w biegu na 100 metrów przez płotki podczas mistrzostw Europy w Amsterdamie.
Złota medalistka mistrzostw Wielkiej Brytanii oraz reprezentantka kraju na drużynowych mistrzostwach Europy.

## Osiągnięcia
| Rok  | Impreza                                 | Miejsce    | Konkurencja                     | Lokata     | Wynik |
| ---- | --------------------------------------- | ---------- | ------------------------------- | ---------- | ----- |
| 2014 | Superliga drużynowych mistrzostw Europy | Brunszwik  | bieg na 100 metrów przez płotki | 8. miejsce | 13,22 |
| 2014 | Igrzyska Wspólnoty Narodów              | Glasgow    | bieg na 100 metrów przez płotki | eliminacje | 13,38 |
| 2015 | Halowe mistrzostwa Europy               | Praga      | bieg na 60 metrów przez płotki  | 3. miejsce | 7,93  |
| 2015 | Superliga drużynowych mistrzostw Europy | Czeboksary | bieg na 100 metrów przez płotki | 8. miejsce | 13,54 |
| 2016 | Halowe mistrzostwa świata               | Portland   | bieg na 60 metrów przez płotki  | 7. miejsce | 8,29  |
| 2016 | Mistrzostwa Europy                      | Amsterdam  | bieg na 100 metrów przez płotki | eliminacje | 13,39 |

## Rekordy życiowe
- Bieg na 60 metrów przez płotki (hala) – 7,93 (2015)
- Bieg na 100 metrów przez płotki – 13,09 (2013)